# Moggridgea albimaculata
Espèce
Moggridgea albimaculata est une espèce d'araignées mygalomorphes de la famille des Migidae.

## Distribution
Cette espèce est endémique du Limpopo en Afrique du Sud,.

## Description
La femelle lectotype mesure 12,93 mm

## Publication originale
- Hewitt, 1925 : Descriptions of some African Arachnida. Records of the Albany Museum, vol. 3, p. 277-299.